# Masao Mukai
Masao Mukai (向井 正雄, Mukai Masao), né le 17 janvier 1958 est un chef de chœur japonais.

## Biographie
Né et élevé dans la ville de Matsusaka dans la préfecture de Mie, Masao est diplômé de l'école d'éducation de l'Université de Mie.
En 1992, il fonde le chœur « Ensemble Tsu », officiellement appelé « Ensemble vocal 《EST》 » qu'il dirige toujours. Il dirige également le chœur Yachimata et, à l'occasion, le chœur de l'Université de Ritsumeikan.
Spécialisé dans la musique chorale religieuse de la  Renaissance européenne, il a reçu de nombreuses récompenses pour son travail à la fois en Europe et dans son Japon natal. En 2007, il est inclus dans le livre « Qui est qui en musique chorale ».
Quand il ne dirige pas, Masao Mukai enseigne les mathématiques en lycée. Il a récemment donné des cours au lycée Ujiyamada dans la ville d'Ise de la préfecture de Mie où, en tant que chef du club de chœur, il a mené l'école pour de nombreuses apparitions à la compétition finale de chœur au niveau national et a remporté la première place à deux reprises. Il enseigne à présent au lycée technique de Matsusaka. Il donne aussi parfois des conférences et participe aux jury lors de compétitions chorales.

## Prix et distinctions
- Prix du meilleur chef d'orchestre pour la meilleure interprétation d'une œuvre contemporaine au 7e concours international de chœur de chambre de Marktoberdorf en Allemagne (2001).
- Médaille d'or (dix fois) au concours international de chœur de chambre de Takarazuka.
- Médaille d'or (quatre fois) au concours national de chœur du Japon.